# Rattus hoffmanni
Rattus hoffmanni là một loài động vật có vú trong họ Chuột, bộ Gặm nhấm. Loài này được Matschie mô tả năm 1901.